# 川崎OH-1

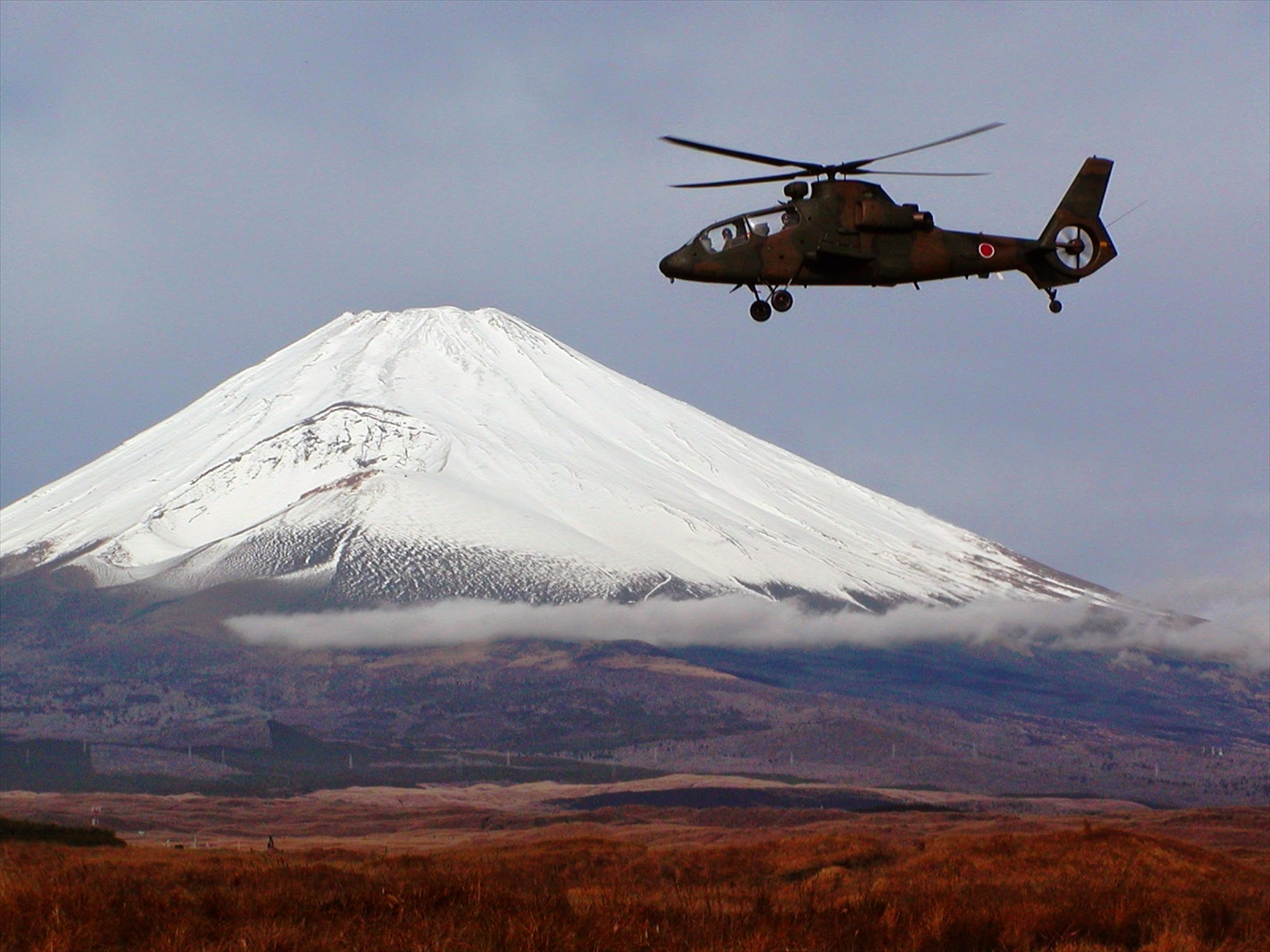
OH-1的富士山的天空

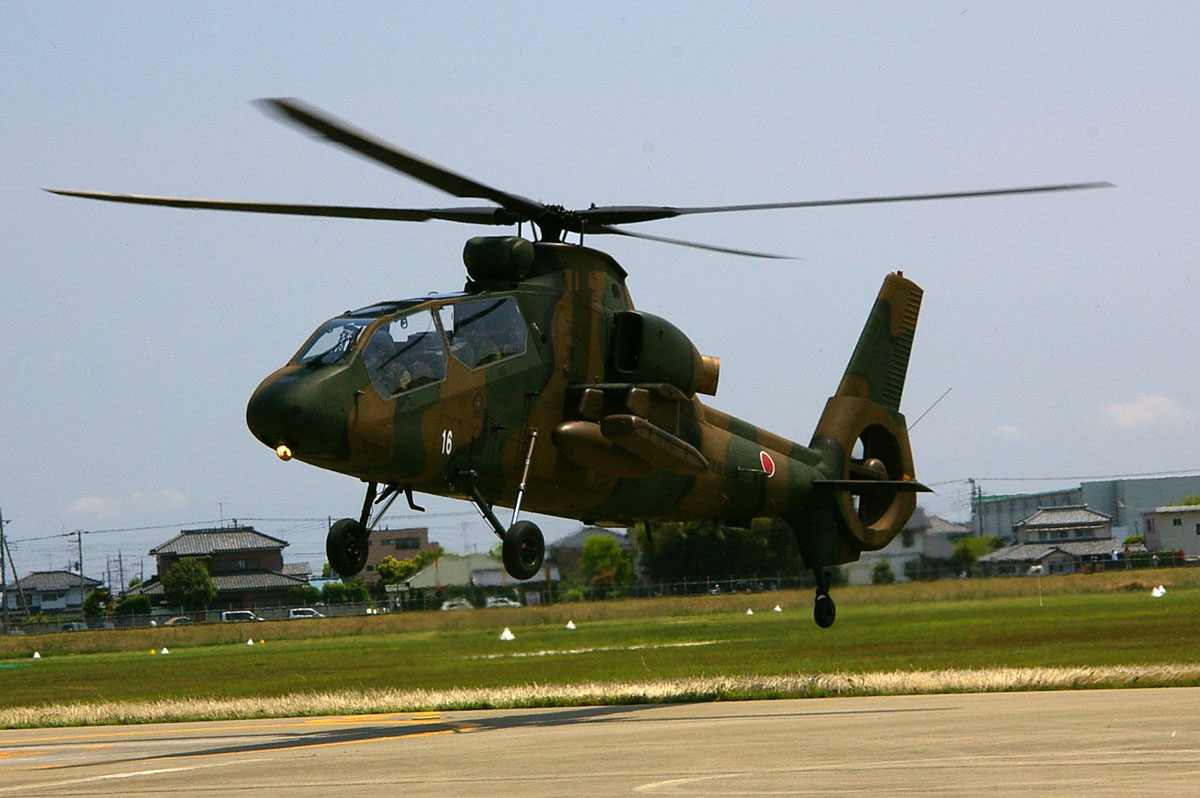
OH－1在霞ヶ浦駐屯地，2008年

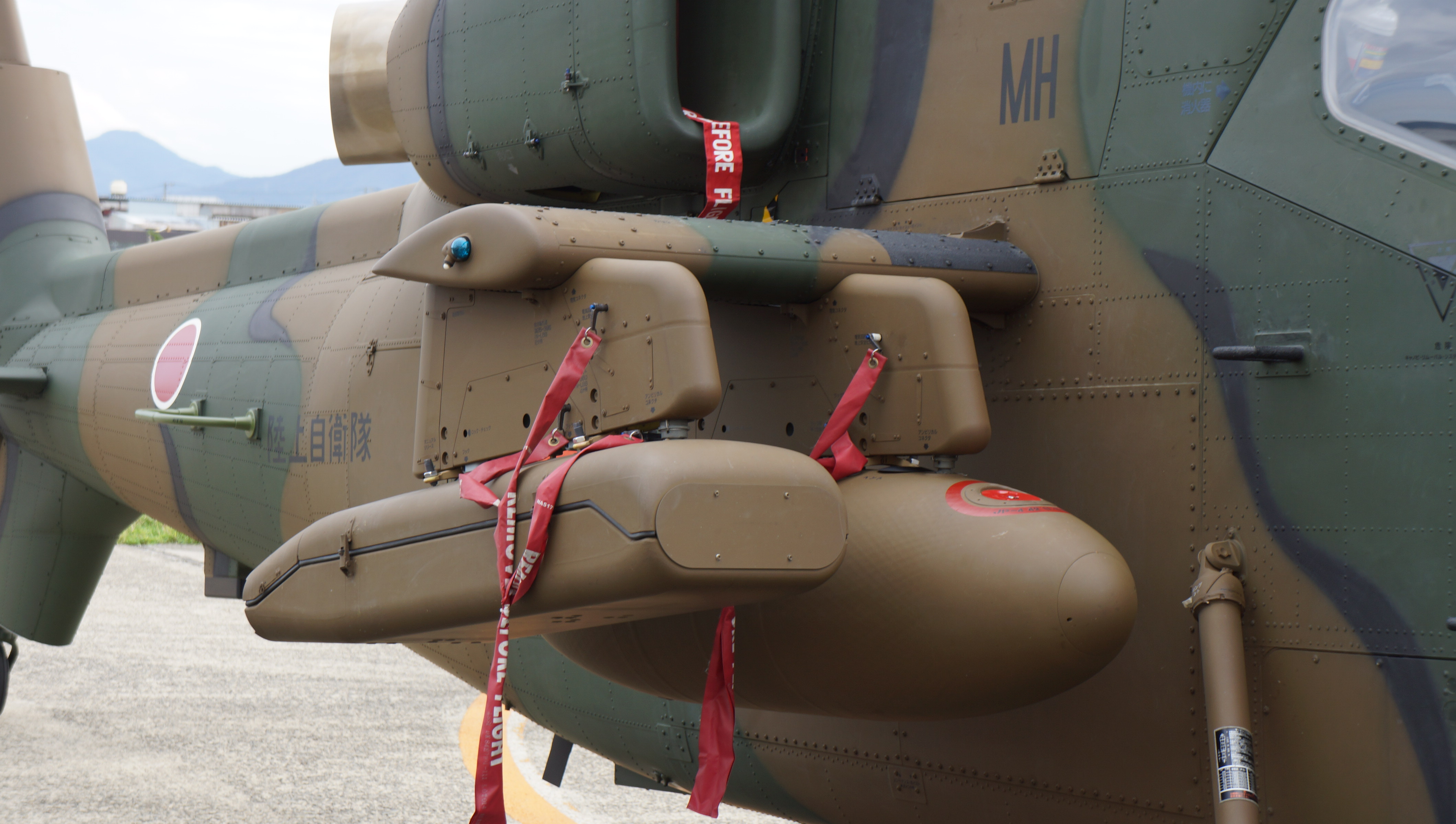
派龍架

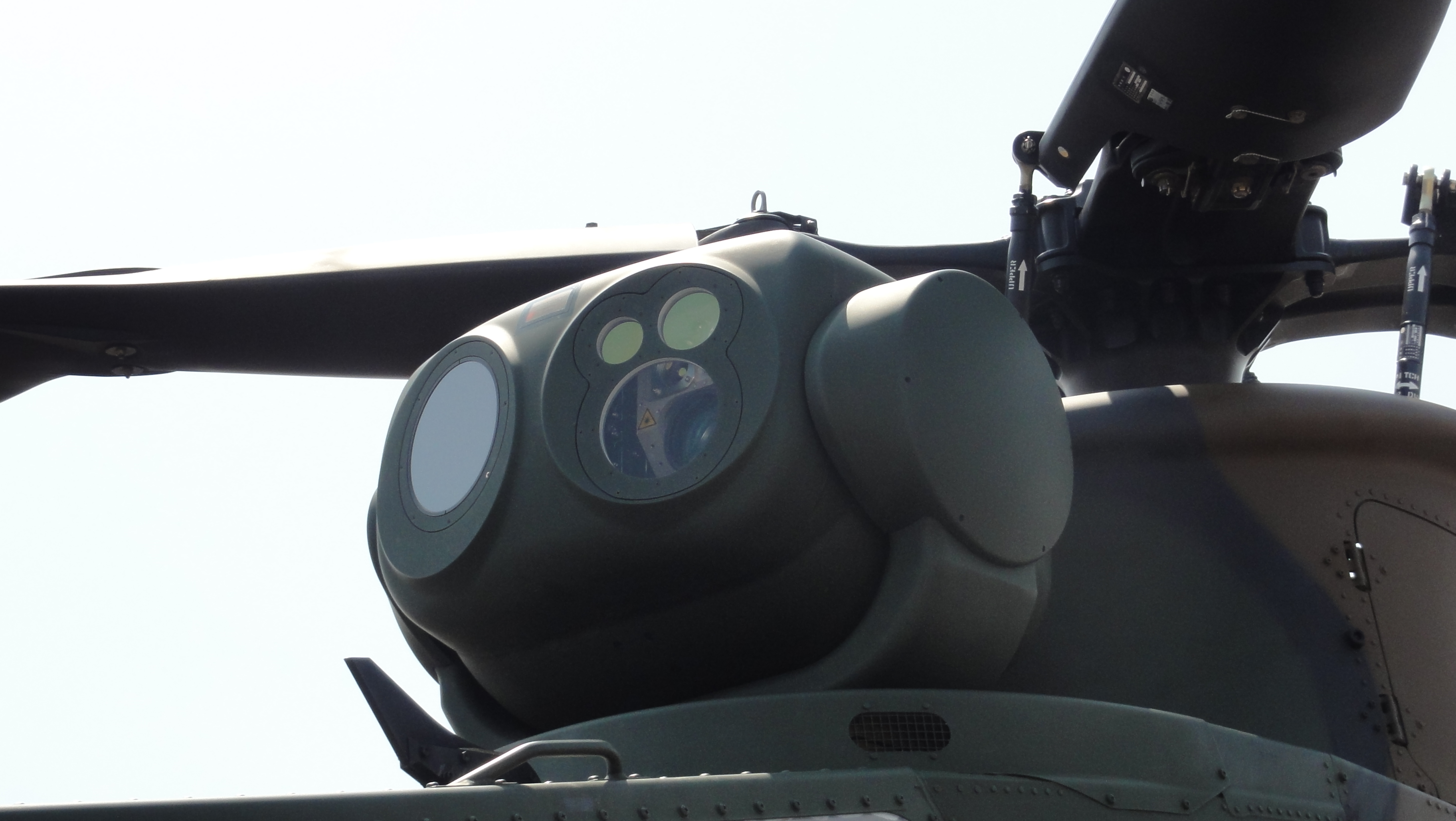
光電儀

川崎OH-1（Kawasaki OH-1）由日本川崎重工業生產製造，是陸上自衛隊採用的輕型軍用偵察直升機，以取代OH-6「卡尤塞」直升機而設計。它的兩台渦輪軸引擎為三菱重工業生產製造，因執行潛入敵陣得到信息的任務而有「忍者」的愛稱。

## 基本諸元
- 成員數：兩名，駕駛員與觀察員
- 全長：12.00 m (39 ft 4 in)
- 主旋翼直徑：11.60 m (38 ft 1 in)
- 全高：3.80 m (12 ft 6 in)
- 旋翼旋轉面積：105.6 m2 (1,136 ft2)
- 空重：2,450 kg (5,400 lb)
- 最大起飛重量：4,000 kg (8,820 lb)
- 發動機：2具三菱TS1-M-10（日语：TS1 (エンジン)）渦輪軸引擎，每台660 kW (884 shp)。

### 性能表現
- 最高速：278 km/h (150 kn, 173 mph)
- 巡航速度：220 km/h (120 kn, 137 mph)
- 最大行程：540 km (292 nmi, 336 mi)
- 最大升限：4,880 m (16,000 ft)

### 武裝
四具派龍架，可裝配副油箱或2具雙連裝SAM-2發射箱

## 登場作品

### 電影
- 《戰國自衛隊1549》（Samurai Commando: Mission 1549）
- 《真·哥斯拉》 (Shin Godzilla)

### 動漫
- 《北斗神拳》[5] (Fist of the North Star)
- 《學園默示錄》（Highschool of the Dead）
- 《奇幻自衛隊》（Gate）
- 《少女與戰車》（GIRLS und PANZER）

### 輕小說
- 《緋彈的亞莉亞》（Aria the Scarlet Ammo）